# مقاطعة خليل أباد
مقاطعة خليل أباد (بالفارسية: شهرستان خلیل‌آباد) هي إحدى مقاطعات محافظة خراسان الرضوية في إيران. كان عدد سكان المقاطعة سنة 2006 حوالي 44,993 نسمة.

## المعالم الوطنية
- جامع خليل أباد
- جامع سعد الدين
- حمام بهشتي
- صهريج تشهل پاية
- صهريج كندر 1
- صهريج كندر 2
- قدمكاه حضرة علي
- قلعة كندر
- مرقد حسن
- مرقد قاسم
- يخجال كلي